# Вейхер, Ян
Ян Вейхер (1580—1626) — государственный и военный деятель Речи Посполитой, подкоморий хелминский (1605), каштелян эльблонгский (1613), воевода мальборкский (1615—1618) и хелминский (1618—1626), староста пуцкий, члухувский, собовидзский и раджинский.

## Биография
Представитель польского шляхетского рода Вейхеров герба «Вейхер». Четвертый сын старосты пуцкого и полковника королевского Эрнеста Вейхера (ок. 1517—1598) и Анны Людвики Мортецкой. Братья — дворянин королевский Франтишек, воевода хелминский Мельхиор (ок. 1574—1643), воевода мальборкский и хелминский Дмитрий (ок. 1578—1626), подскарбий земли Прусской и эконом эльблонгский Людвик (ум. 1616) и Мартин Владислав (ок. 1586—1610)
Ян Вейхер начал свою службу при дворе польского короля Сигизмунда III Вазы, в возрасте 13 лет сопровождал короля в его поездке в Швецию. После возвращения из Швеции отправился в Венгрию, где участвовал в боях с турками. По поручению канцлера великого коронного Яна Замойского Ян Вейхер пытался навербовать в Трансильвании наемников для короля. В 1598 году 18-летний Ян Вейхер участвовал в военной экспедиции польского короля Сигизмунда Вазы против герцога Карла Седерманландского в Швецию, где участвовал в битвах под Стегеборгом и под Стонгебру. Во втором сражении, где поляки потерпели полное поражение, Ян Вейхер был ранен пушечным ядром в руку. После возвращения домой Ян Вейхер участвовал в экспедиции гетмана великого коронного Яна Замойского в Валахию, где участвовал в боях с турками и крымскими татарами.
В 1601 году Ян Вейхер был отправлен из Валахии в Гданьск, где по королевскому распоряжению руководил постройкой пяти военных кораблей. Руководил обороной Гданьского залива от нападений шведского флота. В 1605 году получил должность подкомория хелминского. В 1606 году шведский флот попытался прорваться в Гданьский залив, чтобы захватить и разграбить богатейший торговый город — Гданьск. В августе против противника вышла небольшая польская флотилия под предводительством Яна Вейхера. Шведы не смогли высадить десант и вынуждены были отступить. В октябре 1606 года шведский адмирал Якоб Готберг попытался высадиться на Хельской косе, отделявшей Пуцкий залив от Балтийского моря. Против шведского флота (19 кораблей) вышла польская флотилия, состоящая из 12 судов. После взаимного артиллерийского обстрела шведы и поляки отступили. В 1607 году шведские агенты попытались организовать убийство Яна Вейхера, но были схвачены и повешены.
В 1609 году Ян Вейхер вместе с двумя братьями Людвиком и Мартином Владиславом участвовал в походе польской армии под предводительством короля Речи Посполитой Сигизмунда III Вазы на Смоленск. Во время смоленской кампании староста пуцкий Ян Вейхер командовал полком немецких ландскнехтов (1400 чел.). В 1611 году после двухлетней осады Смоленска численность его полка сократилась до 480 человек, сам Ян Вейхер чудом избежал смерти, от которой его спасли хорошие доспехи. После возвращения из-под Смоленска вместе со своим дядей, воеводой хелминским Людвиком Мортецким, руководил обороной южных границы Королевской Пруссии от войск «sapieżyńców i smoleńszczan». В 1613 году Ян Вейхер стал каштеляном Эльблонга, в 1615 году получил должность воеводы мальборкского, а в 1618 году был назначен воеводой хелминским.

## Семья
Был женат на Анне Щавинской (ум. 1627), дочери старосты мираховского Якуба Щавинского, от брака с которой имел пять сыновей и трех дочерей:
- Якуб Вейхер (1609—1657), воевода мальборкский
- Людвик Вейхер (ум. 1656), каштелян хелминский и воевода поморский
- Ян Вейхер
- Кароль Вейхер
- Николай Вейхер (ум. 1647), воевода мальборкский и хелминский
- София Вейхер, 1-й муж Ян Потулицкий, 2-й муж Лукаш Октавиан Олеский
- Эльжбета Вейхер, жена воеводы минского князя Андрея Фёдоровича Масальского (ум. 1651)
- Сюзанна Вейхер, монахиня